# Mor skal giftes
Mor skal giftes er en dansk film fra 1958, instrueret af Jon Iversen og skrevet af Børge Müller. Filmen fortæller om en velhavende enke gør oprør mod familien.

## Medvirkende
- Maria Garland
- Beatrice Bonnesen
- Helle Virkner
- Lise Ringheim
- Preben Mahrt
- Henning Moritzen
- Bent Mejding
- Gunnar Lauring
- Christian Arhoff
- Anna Henriques-Nielsen
- Poul Clemmensen
- Judy Gringer